# Grubstein-Westwandhöhle
Die Grubstein-Westwandhöhle (Katasternummer 1625/350) ist ein Höhlensystem im Grubstein. Es befindet sich im Südostmassiv des Toten Gebirges unweit der Tauplitzalm in der Steiermark. Das stark verzweigte, stockwerkartig aufgebaute Höhlensystem mit großräumigen Gängen und Eisteilen wurde von 1984 bis 1990 von Mitgliedern des Vereines für Höhlenkunde in Obersteier (VHO) erforscht. Bisher konnten 10.485 m der Höhle erkundet und vermessen werden. Der Höhenunterschied beträgt 396 m.